# White Lucky Dragon
White Lucky Dragon — дебютный студийный альбом шведской инди-поп-группы Sandy Mouche, вышедший 18 сентября 2004 года. Альбом вышел в Швеции и Японии. Песни на альбоме исполняются на английском и французском языках.

## История

### EP «Sandy Mouche»
Выходу дебютного альбома группы «White Lucky Dragon» предшествовал выход мини-альбома (EP) «Sandy Mouche» 23 апреля 2003 года. На мини-альбоме записано 5 песен, авторами которых являются Хелена и Мартиник Юсефссон:
1. Matador (4:32)
2. Cherry Pie (3:21)
3. C’est Pas Juste (3:16)
4. Mother (3:25)
5. Notes & Bills (5:05)

Все песни с мини-альбома кроме «Mother» были позднее выпущены на дебютном альбоме группы «White Lucky Dragon». Песня «Mother» нигде больше официально не выходила.
В записи альбома принимали участие (как указано на картонной обложке диска): Хелена Юсефссон, Мартиник, Ула Блумгрен, Данайал Тайлан, Пер Блумгрен.
Альбом записывался в 2002 и 2003 гг. на студиях «World Studios» и «La Chambre de Pierre» в Мальмё, Швеция. Группа сама спродюсировала выход EP. Сведением альбома занимался Хокан Окерссон в студии «Cutting Room» (Стокгольм). Фотографии для обложки альбома сделали Морган Альфредсон и Ула Блумгрен, последний также является дизайнером и автором графической работы на физическом диске.

## Музыканты
- Хелена Юсефссон — вокал
- Мартиник Юсефссон — вокал, гитара
- Ула Блумгрен — гитара
- Пер Блумгрен — ударные
- Danyal Taylan — бас-гитара
- Кристофер Лундквист — саксофон (трек 8), гобой (трек 4), флейта (трек 11)

## Список песен
1. Sandy Mouche (3:00)
2. Cloette (3:00)
3. Cherry Pie (3:18)
4. Executioner (3:50)
5. White Lucky Dragon (4:46)
6. Matador (4:12)
7. Le Rat Blanc (4:01)
8. Formule 1 (3:02)
9. Neons (3:32)
10. Cést pas juste (3:35)
11. A Year (5:12)
12. Papillon (3:43)
13. Notes & Bills (4:39)

Альбом был выпущен в Швеции 20 сентября 2004 года на CD с 13 песнями, представленными выше. Кроме того, состоялся релиз альбома в Японии 23 сентября того же года. В последнем случае на диске были записаны два бонус-трека: «Mother» и «New York».

## Синглы
- CD промо-сингл «C’est Pas Juste» вышел в Швеции на лейбле «Playground Music Scandinavia» в 2004 году.

## Отзывы критиков
- Шведская газета «Helsingborgs Dagblad» сравнивает музыкантов с британской группой «Adam and the Ants» и оценивает альбом на 2 из 4.[1] Эта же газета обозревает премьерный концерт группы по поводу выхода альбома. Обозреватель Фредрик Тунберг называет лучшими песнями «Cherry Pie» и «Cloette».[2]
- Шведская газета «Expressen» публикует список песен, которые вдохновляли Пера Гессле по его собственному заявлению. Сингл с данного альбома «Cherry Pie» вошла в этот лист.[3]
- Обозреватель газеты «Expressen» Андерс Нунстед в статье о Хелене Юсефссон, вышедшей после релиза данного альбома, называет творчество Sandy Mouche «скучным».[4]